# Čching-jüan (Kuang-tung)
Čching-jüan (čínsky 清远, pchin-jinem Qīngyuǎn) je městská prefektura v Čínské lidové republice. Leží na severozápadě provincie Kuang-tung, má rozlohu 19 000 čtverečních kilometrů a přes čtyři miliony obyvatel. Etnicky se jedná zejména o Chany (95 %), dále jsou zde v menšině Čuangové a Jaové. Nejpoužívanější řečí je kantonština.
Prefekturou protéká řeka Pej-ťiang.

## Administrativní členění
Městská prefektura Čching-jüan se člení na osm celků okresní úrovně, a sice dva městské obvody, dva městské okresy, dva okresy a dva autonomní okresy.
| městský obvod · Čching-čcheng městský obvod · Čching-sin okres · Fo-kang okres · Jang-šan autonomní okres · Lien-šan autonomní okres · Lien-nan městský okres · Jing-te městský okres · Lien-čou |                    |                       |                    |                                  |
| Název | Název              | Počet obyvatel (2020) | Rozloha km² (2020) | Hustota zalidnění (obyv. na km²) |
| český přepis | znaky              | Počet obyvatel (2020) | Rozloha km² (2020) | Hustota zalidnění (obyv. na km²) |
| Městské obvody |                    |                       |                    |                                  |
| Čching-čcheng | 清城区             | 1 119 901             | 927                | 1 208                            |
| Čching-sin | 清新区             | 618 523               | 2 725              | 227                              |
| Městské okresy |                    |                       |                    |                                  |
| Jing-te | 英德市             | 941 325               | 5 671              | 166                              |
| Lien-čou | 连州市             | 377 220               | 2 664              | 142                              |
| Okresy |                    |                       |                    |                                  |
| Fo-kang | 佛冈县             | 315 502               | 1 293              | 244                              |
| Jang-šan | 阳山县             | 367 175               | 3 418              | 107                              |
| Autonomní okresy |                    |                       |                    |                                  |
| Lien-šan (čuangský a jaoský) | 连山壮族瑶族自治县 | 95 136                | 1 165              | 82                               |
| Lien-nan (jaoský) | 连南瑶族自治县     | 134 691               | 1 289              | 105                              |
| |                    |                       |                    |                                  |
| Celkem | Celkem             | 3 969 473             | 19 153             | 207                              |